# Zingiber junceum
Zingiber junceum là một loài thực vật có hoa trong họ Gừng. Loài này được François Gagnepain miêu tả khoa học đầu tiên năm 1906.

## Mẫu định danh
Mẫu định danh: Pierre J.B.L. s. n.; thu thập tháng 9 năm 1873 ở tọa độ khoảng 13°25′0″B 103°52′0″Đ / 13,41667°B 103,86667°Đ, Angkor Wat (khi đó thuộc Xiêm La), tỉnh Siem Reap, Campuchia. Mẫu này lưu giữ tại Bảo tàng Lịch sử Tự nhiên Quốc gia Pháp ở Paris (P).

## Từ nguyên
Tính từ định danh junceum (giống đực: junceus, giống cái: juncea) là tiếng Latinh nghĩa là bấc (Juncus); ở đây là để nói tới phiến lá hẹp của loài này trông giống như lá của các loài bấc.

## Phân bố
Loài bản địa khu vực từ miền đông Thái Lan (các tỉnh Sakon Nakhon, Ubon Ratchathani) qua Campuchia (tỉnh Siem Reap), miền nam Lào (tỉnh Salavan) tới khu vực Tây Nguyên ở miền trung Việt Nam (tỉnh Đắk Lắk). Môi trường sống là rừng, như trong rừng khộp (Dipterocarpaceae), ở cao độ 50–482 m.

## Phân loại
Z. junceum được Gagnepain xếp trong tổ Lampuzium (= tổ Zingiber), và được xác nhận trong Theerakulpisut et al. (2012).

## Mô tả
Cây thảo thanh mảnh, cao 0,5 m, gốc rộng 5 mm; thân rễ màu vàng tươi, thơm, rễ hình chỉ có củ, các củ hình trứng-hình thoi. Thân lá thanh mảnh, có sọc, nhẵn nhụi, bò lan. Các bẹ thấp nhất không phiến lá; bẹ lá nhẵn nhụi, mép khô xác; lưỡi bẹ 2 thùy, nhỏ, dài 1–4 mm, nhẵn nhụi. Cuống lá từ không có tới có cuống rất ngắn và nhẵn nhụi. Phiến lá thẳng, gần hình chỉ, hẹp, 12-18 × 0,4–1 cm, nhẵn nhụi, rắn chắc, sau đó xoắn lại, đỉnh nhọn thon. Cụm hoa hoặc là đầu cành trên chồi lá hoặc là từ thân rễ trên cuống cụm hoa, thẳng đứng, dài 10–20 cm hiếm khi dài hơn. Cuống cụm hoa cao tới 15 cm, thanh mảnh, không lá, có vảy; các vảy thấp nhất 1,5 × 0,8–1 cm, xếp lợp; các vảy giữa và trên lớn, 2,3 × 1,2-1,5 cm; tất cả nhẵn nhụi, hình mác, có sọc, màu xám tro hoặc xám bột khi khô, có đốm nhỏ. Cành hoa bông thóc hình thoi, 10-15 × 2–3 cm, 7-8 hoa, đỉnh nhọn tới nhọn thon. Lá bắc hình mác-hình trứng hoặc hình trứng hay hình elip tới hình trứng ngược, giống như vảy nhưng rộng hơn, 2-2,5 × 1,5-1,8 cm, màu đỏ, nhẵn nhụi, với gai nhọn ở đỉnh. Lá bắc con hình elip, 2,5 × 1-1,5 cm, dạng màng, nhẵn nhụi, khô xác, bao 1 hoa. Hoa dài 3,5 cm,  hầu như không thò ra, có đốm nhỏ, đốm hình elip. Đài hoa hình ống, dài 1,5-1,7 cm, ngắn hơn lá bắc con, 3 răng, nhẵn nhụi, các răng tù, hình tam giác, có lông rung. Tràng hoa dài 3,5 cm, màu vàng với ống tràng màu ánh đỏ; ống tràng thanh mảnh, hầu như không dài hơn đài hoa; các thùy dài gần bằng nhau, hình mác, gần nhọn; thùy tràng lưng 1,5 × 0,6 cm, rộng hơn các thùy tràng bên, các thùy tràng bên dài 1,3 cm. Nhị không cuống, dài 1,7 cm. Bao phấn thuôn dài, đáy cắt cụt, lưng có đốm màu đen; các ngăn song song; mô liên kết hình chỉ, dài bằng ngăn bao phấn, dài 7 mm. Nhị lép 0. Cánh môi hình elip rộng, màu vàng; thùy giữa 1,2-1,5 × 0,8-1,2 cm, đỉnh chia 2 thùy, nhiều đốm; các thùy bên ngắn, thuôn tròn. Nhụy lép hình chỉ. Vòi nhụy hình chỉ, đầu nhụy hình phễu, miệng có lông rung. Bầu nhụy ít lông. Quả nang hình elipxoit, 2 × 1 cm, nhẵn nhụi. Ra hoa tháng 7-9, tạo quả cuối tháng 9. Dễ dàng nhận ra nhờ các lá rất hẹp giống như lá cỏ, lá lúa của nó.
Kiểu phát triển là tương tự như Z. officinale, Z. gramineum và Z. porphyrosphaerum nhưng lá của nó ít nhất là 2 lần hẹp hơn so với các loài này. Z. junceum khác biêt rõ nét với Z. gramineum ở chỗ cành hoa bông thóc hình thoi với các lá bắc khô xác, trong khi ở Z. gramineum giống hình đầu hơn và các lá bắc có lông. Nó cũng khác với Z. porphirosphaerum ở chỗ loài kia có cành hoa bông thóc hình trứng với các lá bắc có lông ở mặt ngoài.